# 9216 Masuzawa
9216 Masuzawa (1995 VS) là một tiểu hành tinh vành đai chính được phát hiện ngày 1 tháng 11 năm 1995, bởi S. Otomo ở Kiyosato.